# تاربرت، آرگایل و بوت
تاربرت (به انگلیسی: Tarbert) یک روستا در بریتانیا است که در آرگایل و بوت واقع شده‌است. تاربرت ۱٬۳۳۸ نفر جمعیت دارد.